# Premis Oscar de 1972
Els Premis Oscar de 1972 (en anglès: 45th Academy Awards) foren presentats el 27 de març de 1973 en una cerimònia realitzada al Dorothy Chandler Pavilion de Los Angeles.
En aquesta edició actuaren de presentadors Carol Burnett, Michael Caine, Charlton Heston i Rock Hudson.

## Curiositats
Les pel·lícules amb més nominacions de la nit foren les dues grans vencedores Cabaret de Bob Fosse i El Padrí de Francis Ford Coppola, ambdues amb deu nominacions. La més guardonada fou Cabaret amb vuit premis, entre ells millor director i millor actriu, mentre que El Padrí únicament aconseguí tres premis, si bé foren els de millor pel·lícula, actor i guió adaptat. Inicialment El Padrí tingué onze nominacions, ja que la música de Nino Rota fou nominada a millor música original, però fou desqualificada la nominació en veure que part de la música ja havia estat inclosa en la pel·lícula Fortunella d'Eduardo De Filippo de 1958.
Marlon Brando, guanyador del premi al millor actor, no fou present a la cerimònia. En lloc seu envià l'actriu i activista pels drets dels indígenes Sacheen Littlefeather a rebutjar el premi. Charles Chaplin, per la seva part, en aquesta edició aconseguí guanyar el primer Oscar competitiu de la seva carrera per la música original de la pel·lícula Limelight, un film produït el 1952 però no estrenat a Los Angeles fins a l'any 1972, motiu pel qual segons les regles de l'Acadèmia del moment va ser elegible.
En aquesta edició no s'entregà el premi als millors efectes visuals, si bé s'entregà un Oscar especial enlloc seu.

## Premis
| Millor pel·lícula | Millor direcció |
| --- | --- |
| | |
| - El Padrí (Albert S. Ruddy per Paramount Pictures) - Cabaret (Cy Feuer per Allied Artists) - Deliverance (John Boorman per Warner Bros.) - Sounder (Robert B. Radnitz per 20th Century Fox) - Utvandrarna (Bengt Forslund per Svensk Filmindustri) | - Bob Fosse per Cabaret - John Boorman per Deliverance - Francis Ford Coppola per El Padrí - Joseph L. Mankiewicz per L'empremta - Jan Troell per Utvandrarna |
| Millor actor | Millor actriu |
| - Marlon Brando per El Padrí com a Vito Corleone - Michael Caine per L'empremta com a Milo Tindle - Laurence Olivier per L'empremta com a Andrew Wyke - Peter O'Toole per The Ruling Class com a Jack Gurney - Paul Winfield per Sounder com a Nathan Lee Morgan | - Liza Minnelli per Cabaret com a Sally Bowles - Diana Ross per Lady Sings the Blues com a Billie Holiday - Maggie Smith per Viatges amb la meva tia com a Augusta Bertram - Cicely Tyson per Sounder com a Rebecca Morgan - Liv Ullmann per Utvandrarna com a Kristina Nilsson                                                                                         |
| Millor actor secundari | Millor actriu secundària |
| - Joel Grey per Cabaret com a the M.C. - Eddie Albert per El trencacors com a Mr. Corcoran - James Caan per El Padrí com a Sonny Corleone - Robert Duvall per El Padrí com a Tom Hagen - Al Pacino per El Padrí com a Michael Corleone | - Eileen Heckart per Les papallones són lliures com a Mrs. Baker - Jeannie Berlin per El trencacors com a Lila Kolodny - Geraldine Page per Pete i Tillie com a Gertrude Wilson - Susan Tyrrell per Ciutat daurada com a Oma - Shelley Winters per L'aventura del Posidó com a Belle Rosen                                                                              |
| Millor guió original | Millor guió adaptat |
| - Jeremy Larner per El candidat - Luis Buñuel i Jean-Claude Carrière per El discret encant de la burgesia - Carl Foreman per El jove Winston - Chris Clark, Suzanne de Passe i Terence McCloy per Lady Sings the Blues - Louis Malle per Le souffle au cœur | - Francis Ford Coppola i Mario Puzo per El Padrí (sobre hist. de Puzo) - Jay Presson Allen per Cabaret (sobre musical de Fred Ebb i John Kander) - Julius J. Epstein per Pete i Tillie (sobre hist de Peter De Vries) - Bengt Forslund i Jan Troell per Utvandrarna (sobre hist. de Vilhelm Moberg) - Lonne Elder III per Sounder (sobre hist. de William H. Armstrong) |
| Millor pel·lícula de parla no anglesa | |
| - El discret encant de la burgesia de Luis Buñuel (França) - Ani Ohev Otach Rosa de Moshé Mizrahi (Israel) - Aquí els aiguamolls estan quiets d'Stanislav Rostotski (Unió Soviètica) - Mi querida señorita de Jaime de Armiñán (Espanya) - Nybyggarna de Jan Troell (Suècia) | |
| Millor banda sonora (dramàtica) | Millor banda sonora - Cançons o adaptació |
| - Charlie Chaplin, Raymond Rasch i Larry Russell per Limelight - John Williams per L'aventura del Posidó - John Addison per L'empremta - John Williams per Images - Buddy Baker per Napoleon and Samantha | - Ralph Burns per Cabaret - Gil Askey per Lady Sings the Blues - Laurence Rosenthal per Man of La Mancha |
| Millor cançó original | Millor fotografia |
| - Joel Hirschhorn i Al Kasha (música i lletra) per L'aventura del Posidó ("The Morning After") - Walter Scharf (música); Don Black (lletra) per Ben ("Ben") - Fred Karlin (música); Marsha Karlin (lletra) per The Little Ark ("Come Follow, Follow Me") - Maurice Jarre (música); Alan i Marilyn Bergman (lletra) per The Life and Times of Judge Roy Bean ("Marmalade, Molasses & Honey") - Sammy Fain (música); Paul Francis Webster (lletra) per The Stepmother ("Strange Are the Ways of Love") | - Geoffrey Unsworth per Cabaret - Harry Stradling, Jr. per 1776 - Harold E. Stine per L'aventura del Posidó - Charles Lang per Les papallones són lliures - Douglas Slocombe per Viatges amb la meva tia |
| Millor direcció artística | Millor vestuari |
| - Jurgen Kiebach i Rolf Zehetbauer; Herbert Strabel per Cabaret - William Creber; Raphael Bretton per L'aventura del Posidó - Donald M. Ashton, Geoffrey Drake, John Graysmark i William Hutchinson; Peter James per El jove Winston - Carl Anderson; Reg Allen per Lady Sings the Blues - John Box, Robert W. Laing i Gil Parrondo per Viatges amb la meva tia | - Anthony Powell per Viatges amb la meva tia - Paul Zastupnevich per L'aventura del Posidó - Anthony Mendleson per El jove Winston - Ray Aghayan, Norma Koch i Bob Mackie per Lady Sings the Blues - Anna Hill Johnstone per El Padrí |
| Millor muntatge | Millor so |
| - David Bretherton per Cabaret - Harold F. Kress per L'aventura del Posidó - Tom Priestley per Deliverance - Fred W. Berger i Frank P. Keller per Un diamant molt calent - William H. Reynolds i Peter Zinner per El Padrí | - David Hildyard i Robert Knudson per Cabaret - Herman Lewis i Theodore Soderberg per L'aventura del Posidó - Gene Cantamessa i Richard Portman per El candidat - Charles T. Knight i Arthur Piantadosi per Les papallones són lliures - Charles Grenzbach, Chris Newman i Richard Portman per El Padrí                                                                 |
| Millor documental | Millor curtmetratge documental |
| - Marjoe de Sarah Kernochan i Howard Smith - Ape and Super-Ape de Bert Haanstra - Malcolm X d'Arnold Perl i Marvin Worth - Manson de Robert Hendrickson i Laurence Merrick - The Silent Revolution d'Eckehard Munck | - This Tiny World de Charles Huguenot van der Linden i Martina Huguenot van der Linden - Hundertwasser's Rainy Day de Peter Schamoni - K-Z de Giorgio Treves - Selling Out de Tadeusz Jaworski - The Tide of Traffic d'Humphrey Swingler |
| Millor curtmetratge | Millor curtmetratge d'animació |
| - Norman Rockwell's World... An American Dream de Richard Barclay - Frog Story de Ray Gideon i Ron Satlof - Solo de David Adams | - A Christmas Carol de Richard Williams - Kama Sutra Rides Again de Bob Godfrey - Tup Tup de Nedeljko Dragic |

## Oscar Especial
- L.B. Abbott i A.D. Flowers per L'aventura del Posidó (pels seus efectes visuals)

## Premis Honorífics

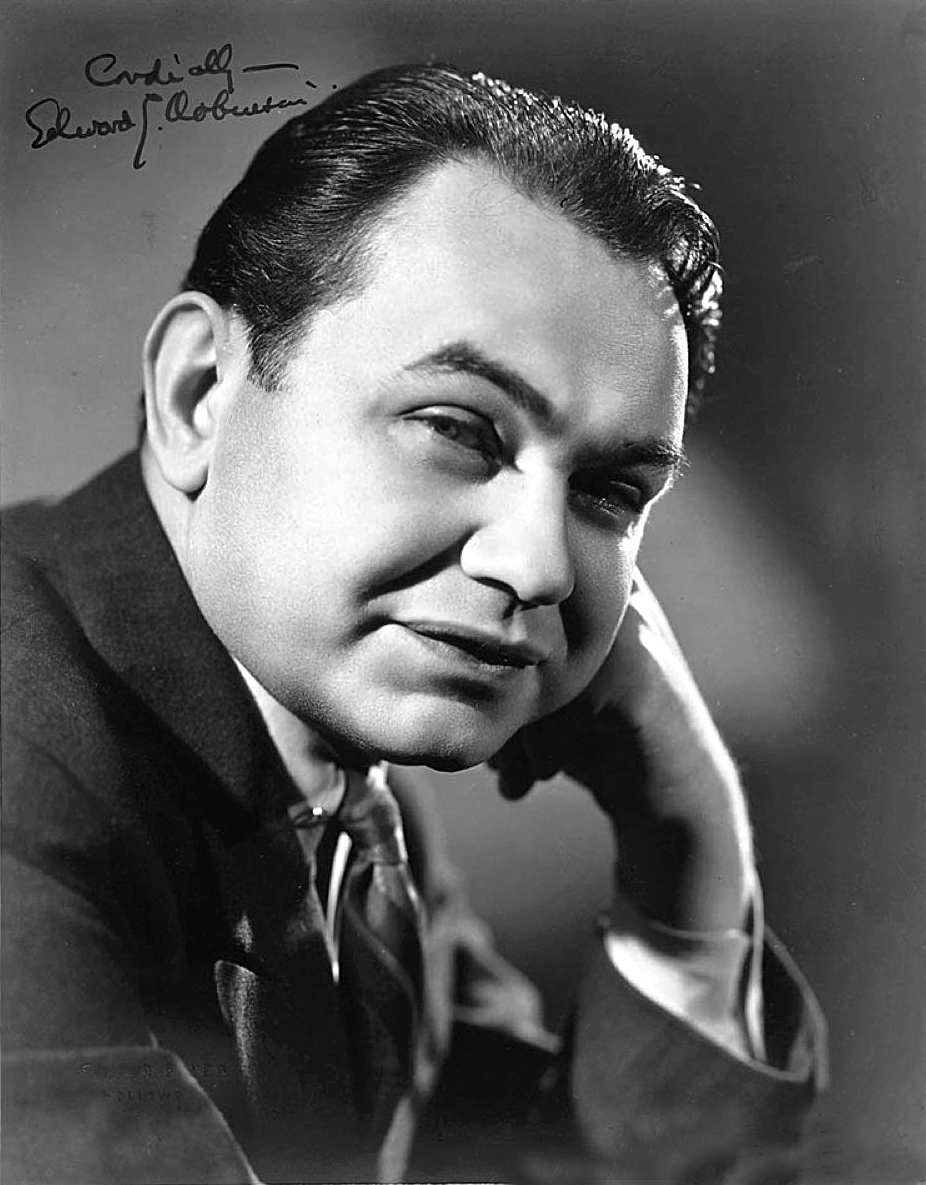
Edward G. Robinson a la dècada del 1930.

- Charles S. Boren - líder durant 38 anys de les relacions laborals de la indústria i arquitecte de la seva política de no-discriminació. Amb el respecte i afecte de tothom que treballa en el cinema. [estatueta]
- Edward G. Robinson - per aconseguir la grandesa com a intèrpret, un patró de les arts i un ciutadà dedicat... en suma, un home del Renaixement. Dels seus amics en la indústria que l'estimen. [estatueta][6]

## Premi Humanitari Jean Hersholt
- Rosalind Russell

## Presentadors
| Nom                               |                                                                 |
| --------------------------------- | --------------------------------------------------------------- |
| Hank Simms                        | Anunciador dels premis                                          |
| Daniel Taradash (president AMPAS) | Obertura i benvinguda                                           |
| Clint Eastwood Charlton Heston    | Explicació de les normes de vot                                 |
| Eddie Albert Edward Albert        | Millor so                                                       |
| Merle Oberon                      | Oscar Especial (millors efectes visuals)                        |
| Bea Arthur Peter Boyle            | Millor curtmetratges                                            |
| Robert Duvall Cloris Leachman     | Millor actriu secundària                                        |
| Elke Sommer Jack Valenti          | Millor pel·lícula de parla no anglesa                           |
| John Gavin Katharine Ross         | Millor muntatge                                                 |
| James Coburn Diana Ross           | Millor actor secundari                                          |
| Richard Walsh                     | Oscar Honorífic a Charles S. Boren                              |
| Robert Wagner Natalie Wood        | Millor documentals                                              |
| Marisa Berenson Michael Caine     | Millor vestuari                                                 |
| Greer Garson Laurence Harvey      | Millor direcció artística                                       |
| Dyan Cannon Burt Reynolds         | Millor música original i adaptació                              |
| Candice Bergen Billy Dee Williams | Millor fotografia                                               |
| Sonny Bonno i Cher                | Millor cançó                                                    |
| Charlton Heston                   | Oscar Honorífic a Edward G. Robinson                            |
| Frank Sinatra                     | Premi Humanitari Jean Hersholt                                  |
| Jack Lemmon                       | Millor guió original i adaptat                                  |
| Julie Andrews George Stevens      | Millor director                                                 |
| Roger Moore Liv Ullmann           | Millor actor                                                    |
| Gene Hackman Raquel Welch         | Millor actriu                                                   |
| Clint Eastwood                    | Millor pel·lícula                                               |
| John Wayne                        | Introductor a la interpretació de "You Ought to Be in Pictures" |

### Actuacions
| Nom                                      |                              |                                                                       |
| ---------------------------------------- | ---------------------------- | --------------------------------------------------------------------- |
| John Williams                            | Arranjador musical conductor | Orquestra                                                             |
| Angela Lansbury                          | interpreta                   | "Make a Little Magic"                                                 |
| Caràcters Disney                         | intepreta                    | Salutació musical a Walt Disney Productions pel 50è aniversari        |
| Michael Jackson                          | interpreta                   | "Ben" de Ben                                                          |
| Springfield Revival                      | interpreta                   | "Come Follow, Follow Me" de The Little Ark                            |
| Glen Campbell The Mike Curb Congregation | interpreten                  | "Marmalade, Molasses & Honey" de The Life and Times of Judge Roy Bean |
| Connie Stevens                           | interpreta                   | "The Morning After" de L'aventura del Posidó                          |
| Diahann Carroll                          | interpreta                   | "Strange Are the Ways of Love" de The Stepmother                      |
| Academy Awards Chorus                    | interpreten                  | "You Ought to Be in Pictures"                                         |

## Múltiples nominacions i premis
| Les següents pel·lícules van rebre diverses nominacions: - 10 nominacions: Cabaret i El Padrí - 8 nominacions: L'aventura del Posidió - 5 nominacions: Lady Sings the Blues - 4 nominacions: L'empremta, Sounder, Utvandrarna i Viatge amb la meva tia - 3 nominacions: Deliverance, El jove Winston i Les papallons són lliures - 2 nominacions: El candidat, El discret encant de la burgesia, El trencacors i Pete i Tillie | Les següents pel·lícules van rebre més d'un premi: - 8 premis: Cabaret - 3 premis: El Padrí |